# Tarisznyás Györgyi
Tarisznyás Györgyi (Paks, 1921. szeptember 3. – 1979. március 12.) a Rajk-per folyományaként, koholt vádak alapján hatéves börtönbüntetésre ítélt kereskedelmi iskolai nyelvtanárnő, művészeti író, műfordító, könyvkiadói főszerkesztő.

## Élete

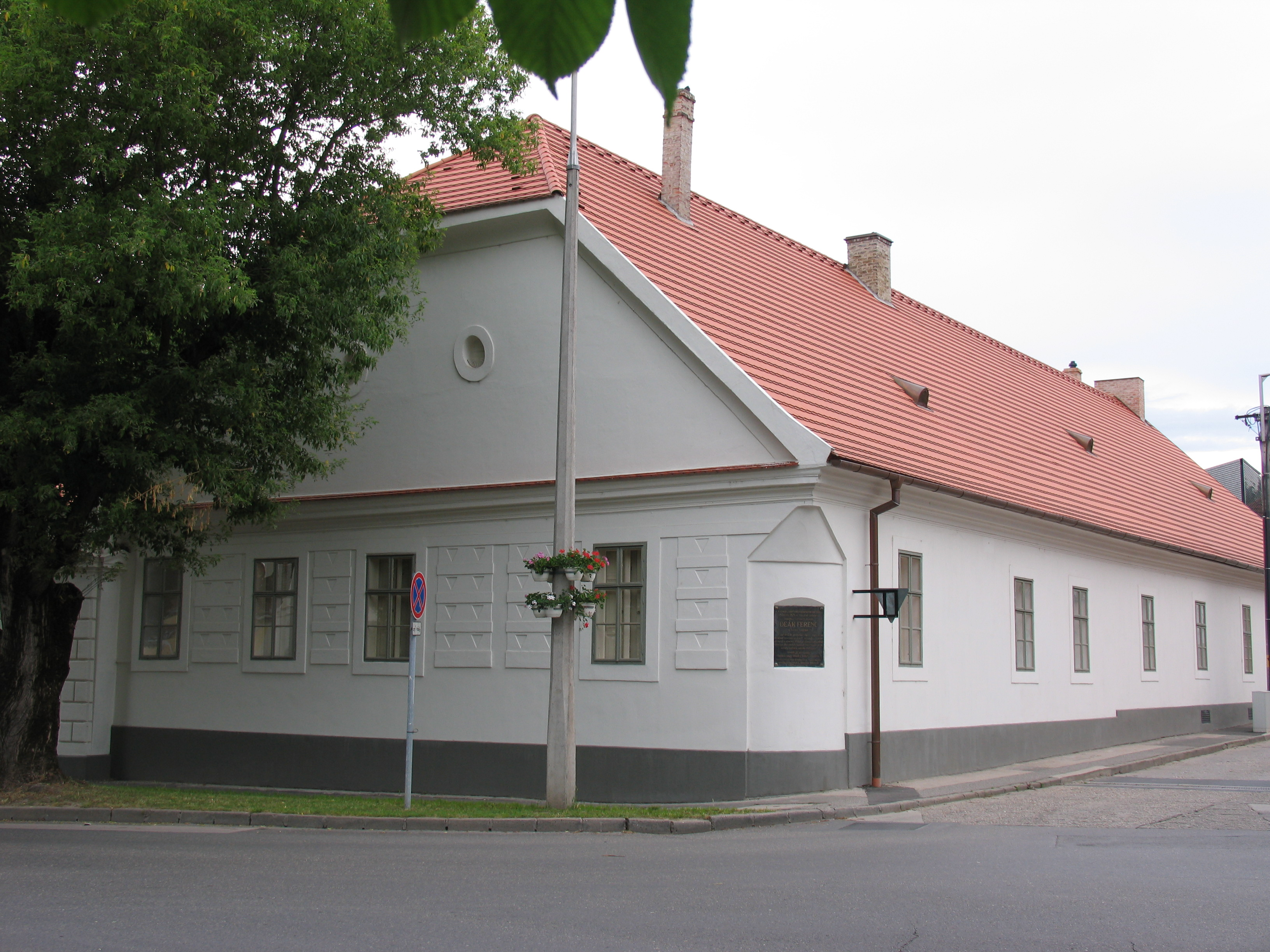
A paksi felújított Szeniczey-kúria

Dr. Tarisznyás Gerő örmény származású, 1915-ben Paksra került főjegyző és Fülöp Margit dunakömlődi tanítónő lányaként született. A család a Deák-háznak nevezett Szeniczey-kúriában lakott. Elemi iskolái után, 1931-től a budapesti Erzsébet Nőiskolába járt gimnáziumba, majd 1940-től a Magyar Királyi Pázmány Péter Tudományegyetem bölcsészkara francia–német–művészettörténet szakjainak hallgatója volt, aminek keretében egy szemesztert a müncheni egyetemen töltött. Néprajzi témában írt Örmény karácsony – Német néprajzi tanulmányok című diplomamunkája megvédése után, 1943-ban a paksi Polgári Leányiskolában (a Daróczy-kúriában), majd az 1944-ben alakult koedukált kereskedelmi középiskolában (a mai Paksi Vak Bottyán Gimnázium elődje) nyelvtanárként működött, ahol a színjátszókört és a lányok sportkörét is vezette.

### A Rajk-per tanújaként
1948 januárjában Biritó-pusztán a kisgazdapárti Dinnyés Lajos miniszterelnök „állami” vadászatot rendezett Klein Antal kisgazdapárti országgyűlési képviselő egykori birtokán, ahol Tarisznyás Györgyi az esti díszvacsorán meghívottként a lengyel nagykövetnek és feleségének forditott francia nyelven. Az eseményen részt vett Karlo Mrazović jugoszláv követségi titkár, akivel egymásba szerettek, sőt a paksiak már a férfi menyasszonyaként tartották számon, mivel utána Budapesten is többször találkoztak. Amikor 1949 májusában Tito Jugoszláviája kilépett a „béketáborból”, a magyar felső pártvezetés is – szovjet mintára és ehhez „szaktanácsadót” is kérve – elkezdte saját belső megtisztítását a rá potenciálisan veszélyesnek tartott elemektől. A koncepció egyik fonala értelmében már július 15-én a Duna-parti strandról az ÁVH emberei magukkal vitték a tanárnőt. Hamis tanúként használták fel – jugoszláv kapcsolata ürügyén – a Rajk László elleni koncepciós perben. (Mrazović közben moszkvai nagykövet lett, amit egy aláíratlan képeslapon közölt a nővel.) A szintén elhurcolt Klein Antallal együtt tanúsítaniuk kellett azt a valótlan tényt, hogy az 1948. október eleji (!) vadászaton (15-éig vadászati tilalom volt) Rajk találkozott A. Ranković jugoszláv belügyminiszterrel, ahol Rákosi Mátyás és kommunista vezetőtársai likvidálásáról tárgyaltak (volna). A Klein-birtokon helyszínül megjelölt csőszkunyhó sem lett volna alkalmas a konspirációra, mivel a szüretelők éppen ott voltak elszállásolva. A kunyhót nemcsak a 6-os főútról dűlőutakon, hanem a Kölesdi (kövezett) útról is meg lehetett közelíteni. A kétlovas homokfutó is mese, mivel a környéken mindössze egy egylovas bricska volt elérhető. (Ezek a regényes, valótlan részletek az ilyen perek állandó velejárói voltak.) Közölték a tanúkkal, hogy onnan élve nem távoznak, ha nem hajlandók a hamis tanúzásra. Utána a leányt szabadlábra helyezték, de 1950 szeptemberében újra letartóztatták szüleivel, nagyanyjával és barátnőjével együtt, mivel kiderült, hogy utóbbinak – a titoktartási kötelezettséget megszegve – elmesélte a Rajk-perben ráosztott dicstelen szerepet. Ekkor már veréssel arra akarták kényszeríteni, vallja be, hogy az időközben kegyvesztetté vált korábbi kihallgatója, Szűcs Ernő ávós tiszt szeretője (is) volt. Erre azonban már nem volt szükség, mert „elvtársai” a férfit agyonverték, Györgyi édesapja a börtön megaláztatását nem élte túl; 1952. augusztus 30-án meghalt a Mosonyi utcai rabkórházban. Édesanyját és nagyanyját háromévi fogság után, 1953 szeptemberében Nyíregyházára deportálták, majd Budapestre kerültek. Mivel szabadon engedni nem akarták a rájuk nézve immár kellemetlenné vált tanút, 1952. június 24-én Tarisznyás Györgyit hat év börtönre ítélték „a népi demokratikus államrend megdöntésére irányuló szervezkedésben való részvétel bűntette” vádjával. Egy éjszaka alatt teljesen megőszült. A magánzárkában töltött korábbi három év alatt rendszeresen tornázott, sokat olvasott, és megtanult angolul meg oroszul is, de utána nehezen viselte a börtönéveket, depressziós lett.
1955 elején elrendelték szabadon bocsátását, január végén szabadult, áprilisban rehabilitálták is. A frissen alapított Corvina Könyvkiadóhoz (amelyet kifejezetten a politikailag gyanús személyek megfigyelésére hoztak létre) került idegen nyelvi lektornak, és a reprezentatív képzőművészeti albumok kiadása révén még Marc Chagall-lal is volt alkalma összeismerkedni. 1964-ben szerkesztő, majd 1972-ben művészeti főszerkesztő lett. Oroszból műfordításokat készített főként szovjetunióbéli nemzeti kisebbségek irodalmából. 1977-es nyugalomba vonulása után megkapta a Munka Érdemrend arany fokozatát, szerkesztői órákat adott nyomdásztanulóknak, és ismeretterjesztő tárcákat írt a Magyar Rádió számára.

### Magánélete
1960-ban férjhez ment Farkas István (1900–1975) újságíró-műfordító, eredetileg polgári iskolai tanárhoz. Járhatták együtt a világot (a Nyugatot is), de édesanyjára és nagyanyjára való tekintettel nem disszidáltak, ahogyan korábbi baratnője, cellatársa tette.
Súlyos betegségben, négyéves szenvedést követően, élete ötvennyolcadik évében, gyermektelenül hunyt el.

## Művei
- Örmény karácsony – Német néprajzi tanulmányok (11.), Egyetemi Nyomda, Budapest, 1943 (64 oldal, diplomamunkájának nyomtatott kiadása) online elérés

## Műfordításaiból
- Csingiz Ajtmatov: Dzsamila szerelme / Szemtől szembe / Vetélytársak, Európa Könyvkiadó, Budapest, 1960
  - Piroskendős jegenyécském. Elbeszélések, Irodalmi kiadó, Bukarest, 1962
  - Fehér hajó , 1963
  - Az első tanító, Horizont, Kriterion Könyvkiadó, Bukarest, 1981 (405 oldal) ISBN 963-072-093-0
- Ilja Grigorjevics Ehrenburg: Julio Jurenito, Európa, Budapest, 1966 (Európa zsebkönyvek)
  - A D. E. Tröszt / Tizenhárom pipa, Európa, Budapest, 1967 (A világirodalom remekei)
- Valentyin Petrovics Katajev: Gyógyír a feledésre, Európa, Budapest, 1969

## Elismerései
- 1977-ben megkapta a Munka Érdemrend arany fokozatát.

## Emlékezete
- V. Deák Éva: Elítélt neve: Tarisznyás Györgyi, Jámbor Pál Társaság, Paks, 1993 (46 oldal)[6][7][8]
- 2011 óta a Paksi Vak Bottyán Gimnáziumban róla elnevezett tanulmányi díjat és plakettet adnak át a két legkiválóbb diáknak
- 2020 őszén felmerült a neve a paksi lakótelep felújított központi parkjának névadójaként, amit helyi népszavazáson végül Atom térnek neveztek el[9]